# Hans-Fritz Kaiser
Hans-Fritz Kaiser (* 9. August 1897 in Hirschgarten bei Berlin; † 31. Juli 1949 für tot erklärt) war ein deutscher Gartentechniker, politischer Funktionär (NSDAP) und ehrenamtliches Mitglied des Volksgerichtshofs.

## Leben und Tätigkeit
Kaiser lebte als Gartentechniker und Kleingärtner in Berlin. Zum 9. April 1926 trat er in die NSDAP ein (Mitgliedsnummer 33.764), für die er in späteren Jahren Funktionen als Ortsgruppenleiter, Stadtrat und Kreisleiter wahrnahm.
1935 ernannte ihn Reichsfachwart Gartenbau Johannes Boettner d. J. Hans Kaiser zusätzlich zu seiner Funktion als Führer des Reichsbundes der Kleingärtner und Siedler e.V. zum Präsidenten der Vereinigung der Staudenfreunde e.V.
Kaiser wurde 1934 als eines von 23 ehrenamtlichen Mitgliedern des 1. Senats des nationalsozialistischen Volksgerichtshofs berufen. In dieser Eigenschaft gehörte Kaiser dem Volksgerichtshof auch 1944 noch an, als er als ehrenamtlich beisitzender Richter an einigen der Prozesse gegen als Hochverräter angeklagte Teilnehmer des Staatsstreichsversuchs vom 20. Juli 1944 teilnahm.
Anlässlich der Reichstagswahlen von 1938 wurde Kaiser außerdem in der „Liste des Führers zur Wahl des Großdeutschen Reichstages am 10. April 1938“ als Abgeordneter für den nationalsozialistischen Reichstag nominiert, erhielt aber kein Mandat.
Kaiser gilt nach Ende des Zweiten Weltkrieges als vermisst. 1952 wurde er vom Stadtbezirksgericht Köpenick für tot erklärt; als amtliches Todesdatum wurde der 31. Juli 1949 festgesetzt.